# Corypha utan
Corypha utan, sinònim: Corypha elata, és un tipus de palmera de cabdell. Arriba a fer 20 m d'alt i les seves fulles compostes fan una amplada d'entre 4 i 6 metres. Es troba en algunes parts de l'Índia i fins a les Filipines i Austràlia (Península del Cap York).
Aquesta palmera, com totes les del gènere Corypha, només floreix cap al final de la seva vida i ho fan amb moltes inflorescències de fins a 5 m d'alt i amb més d'un milió de flors.
Creix al llarg de cursos d'aigua, planes d'inundació i herbassars.